# Jacek Niedźwiedzki

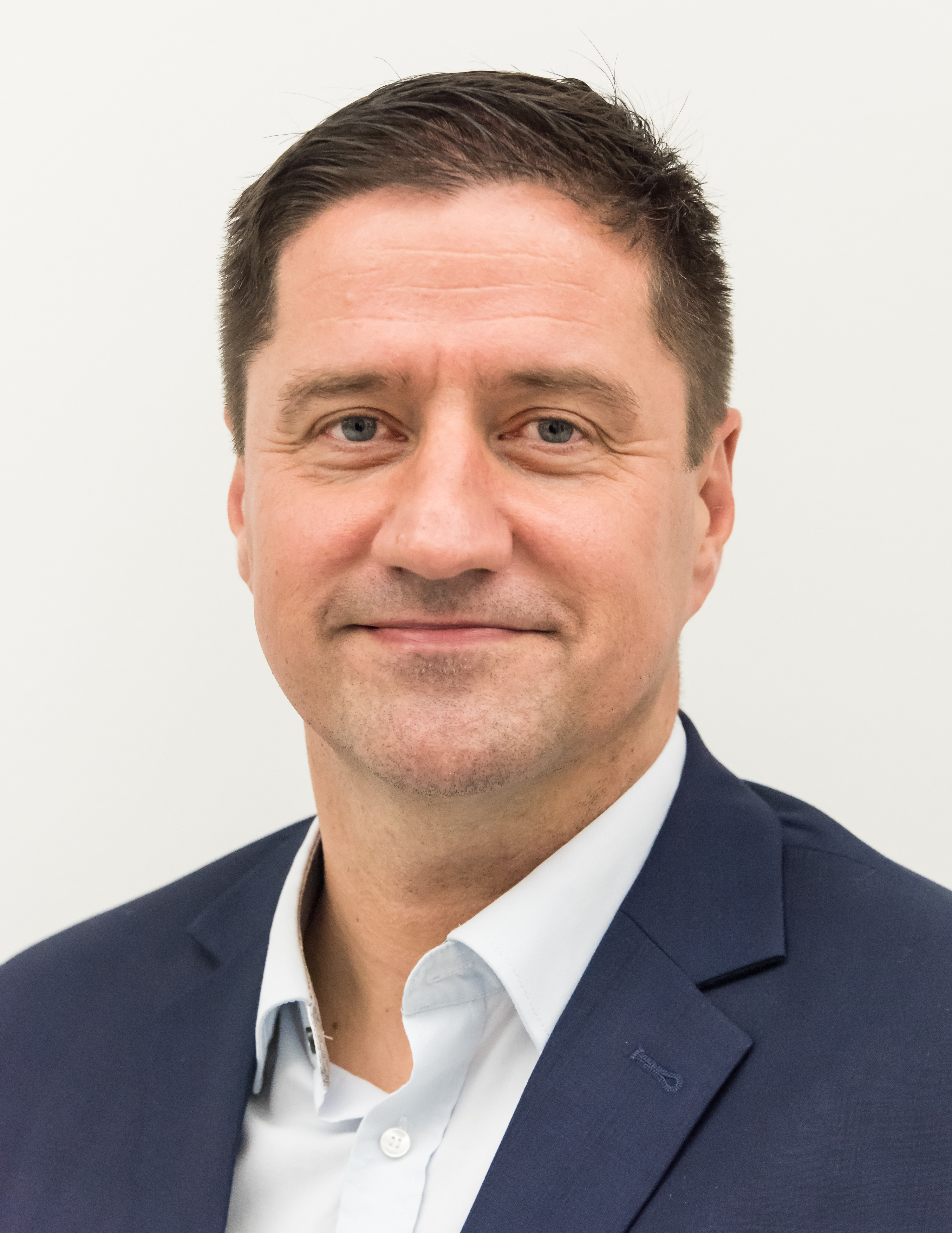
Jacek Niedźwiedzki 2023

Jacek Niedźwiedzki (* 13. Juni 1975 in Suwałki) ist ein polnischer Badmintonspieler und Politiker. 2023 wurde er in den Sejm von Białystok gewählt. 

## Karriere
Jacek Niedźwiedzki gewann 1997 seinen ersten polnischen Meistertitel. Weitere Siege folgten 1998, 2000 und 2003. 1999 siegte er bei den Lithuanian International.

## Sportliche Erfolge
| Saison | Veranstaltung                          | Disziplin    | Platz | Name                                                            |
| ------ | -------------------------------------- | ------------ | ----- | --------------------------------------------------------------- |
| 1993   | Polnische Meisterschaften der Junioren | Herreneinzel | 1     | Jacek Niedźwiedzki                                              |
| 1994   | Polnische Einzelmeisterschaften        | Herreneinzel | 3     | Jacek Niedźwiedzki (SKB Suwałki)                                |
| 1995   | Polnische Einzelmeisterschaften        | Herreneinzel | 3     | Jacek Niedźwiedzki (Skb Suwałki)                                |
| 1996   | Polnische Einzelmeisterschaften        | Mixed        | 3     | Jacek Niedźwiedzki / Joanna Szleszyńska (Skb Suwałki)           |
| 1996   | Polnische Einzelmeisterschaften        | Herreneinzel | 2     | Jacek Niedźwiedzki (Skb Suwałki)                                |
| 1997   | Polnische Einzelmeisterschaften        | Herreneinzel | 1     | Jacek Niedźwiedzki (Skb Suwałki)                                |
| 1998   | Polnische Einzelmeisterschaften        | Herreneinzel | 1     | Jacek Niedźwiedzki (Skb Suwałki)                                |
| 1999   | Lithuanian International               | Herreneinzel | 1     | Jacek Niedźwiedzki                                              |
| 2000   | Polnische Einzelmeisterschaften        | Herrendoppel | 3     | Jacek Niedźwiedzki / Damian Pławecki (Skb Suwałki / Azs Kraków) |
| 2000   | Polnische Einzelmeisterschaften        | Herreneinzel | 1     | Jacek Niedźwiedzki (Skb Suwałki)                                |
| 2000   | Weltmeisterschaften der Studenten      | Herreneinzel | 2     | Jacek Niedzwiedzki                                              |
| 2001   | Polnische Einzelmeisterschaften        | Herreneinzel | 1     | Jacek Niedźwiedzki (Skb Suwałki)                                |
| 2002   | Polnische Einzelmeisterschaften        | Herreneinzel | 2     | Jacek Niedźwiedzki (Skb Suwałki)                                |
| 2003   | Polnische Einzelmeisterschaften        | Herreneinzel | 1     | Jacek Niedźwiedzki (Skb Suwałki)                                |
| 2003   | Polnische Einzelmeisterschaften        | Herrendoppel | 3     | Jacek Niedźwiedzki / Kamil Turonek (Skb Suwałki)                |
| 2004   | Polnische Einzelmeisterschaften        | Herreneinzel | 2     | Jacek Niedźwiedzki (Skb Suwałki)                                |